# エドウィン・アラン・ライトナー

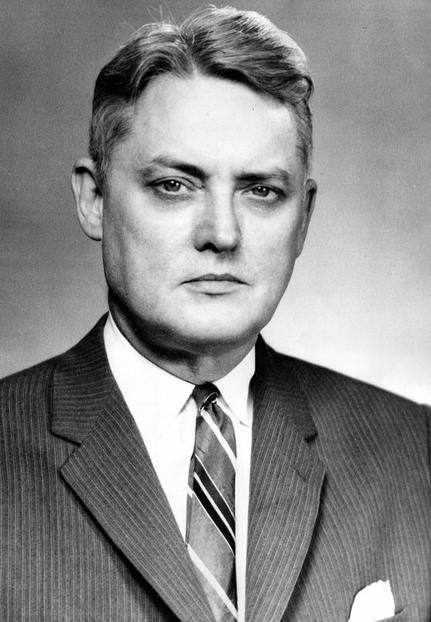
エドウィン・アラン・ライトナー

エドウィン・アラン・ライトナー（Edwin Allan Lightner, 1907年12月7日 - 1990年9月15日）は、アメリカ合衆国の外交官。1963年から1965年まで駐リビア大使を務めた。

## 生い立ち
1907年12月7日、ニューヨーク州ニューヨークにて誕生。1930年にプリンストン大学を卒業。

## 国務省時代
1930年、国務省外交部に入省。主に海外での活動に従事し、1970年に引退するまでラテンアメリカ、ヨーロッパ、アフリカ、アジアの計18カ国を訪れた。
1945年から1947年まで国務省中央ヨーロッパ部長補佐、1947年から1948年まで国務省中央ヨーロッパ部次長、1949年から1951年まで在フランクフルト高等弁務団政治副局長、1951年3月1日から1953年2月18日まで在ソウル大使館首席公使兼参事官、1953年から1956年まで在ミュンヘン総領事、1956年5月14日から1959年6月まで広報担当国務副次官補。
1960年から1963年5月まで在ベルリン公使兼首席公使。ベルリン駐在時は1961年8月のベルリンの壁建設を目の当たりにした。ライトナーはベルリン市内のすべての占領地域について無制限の立ち入り許可を受けており、アメリカ政府の指令により東ベルリンに入域することがあった。ライトナーは1961年10月に2度、東ドイツの国境警備隊により拘束を受けた。また1962年2月にはベルリンのグリーニケ橋において、ソ連に拘束されたアメリカのU-2操縦士フランシス・ゲーリー・パワーズとアメリカに拘束されたソ連の諜報員ルドルフ・アベルの捕虜交換に立ち会った。
1963年5月27日から1965年6月30日まで駐リビア大使。ライトナーはトリポリのウイーラス空軍基地について、アメリカ政府とリビア政府との間の交渉を支援し、アメリカによる基地使用を求めた。

## 晩年
ライトナーは1967年から1970年まで国防大学にて、国際問題担当の副校長を務めた。
1990年9月15日、メイン州ハンコック郡の自宅にて、うっ血性心不全により死去。ワシントンD.C.のロッククリーク墓地第2セクションに埋葬された。